# Leverkusen-Küppersteg
Leverkusen-Küppersteg – przystanek kolejowy w Leverkusen, w kraju związkowym Nadrenia Północna-Westfalia, w Niemczech. Znajduje się tu 1 peron.
| Leverkusen-Küppersteg         |  |                      |
| Linia Köln Hbf – Duisburg Hbf |  |                      |
| Leverkusen Mitte              |  | Leverkusen-Rheindorf |